# 宜章县第一中学
25°24′09″N 112°57′11″E / 25.402635°N 112.95295°E
宜章县第一中学，或简称宜章一中，是中华人民共和国湖南省的一所全日制公办高级中学。位于湖南省郴州市宜章县文明北路4号。宜章一中始于1795年成立的养正书院，建立新式学校后亦长期以该书院为办学地点，并于1957年易今名，建制延续至今。宜章一中也是湖南省示範性普通高級中學之一。

## 历史
学校自称肇始于清朝乾隆六十年（1795年），当年，原本位于宜章县西隅的玉溪河畔的玉溪书院迁到县城东隅的桄榔山下，并易名为养正书院:598。
清光绪二十七年（1901年），清政府採取教育改革措施，下詔改全國書院為學堂；因此在1903年，举人邓典谟等人将養正書院改制為宜章县高等小学堂，为采行新式学制的小学。中华民国成立后，学堂改制为学校并迁到县城考棚:599，1918年，邓典谟之弟邓典训在书院宜章县立甲种师范讲习所，直到1926年停办。民国十四年（1925年），宜章县立初级中学在考棚首次成立，但三年后就停止办学:602。
民国二十八年（1939年），私立湘南中学成立；民国三十三年（1944年）1月，宜章县立初级中学在养正书院女子职业学校旧址重新建立。期间二校先后因为日军占领县城玉溪而各自迁到黄沙、赤石，同年8月，日军被赶出县城，二校迁回玉溪:602。
1949年11月，甫成立的宜章县人民政府接管县立初中、湘南二校，并将宜章县立简易乡村师范首先并入县立初中，湘南中学则于1953年10月以中夏中学之名并入宜章县立初级中学；1957年，县立初中更名为宜章县第一中学，并于翌年开设高中班:603。1961年，宜章一中成为湖南省属重点中学:1468。
1966年至1976年文化大革命期間，該校的教師遭到批鬥、正常教學秩序遭到嚴重破壞，文革結束後，學校恢復正常教學，并于1978年再度被湖南省教育厅确立为省重点中学:1469。1999年，宜章一中停止招收初中班，学校初中部因此剥离成立了国有民办的初级中学养正中学:485。
2018年，宜章一中西校区自本部析出，建立独立建制的养正高级中学。

## 现况
宜章县第一中学位在郴州市宜章县文明北路4号桄榔山脚，与107國道相接。校內擁有语音室、计算机房、电教室、图书室、物理、化学、生物各科实验室等教學設備:484。还有蒙岩等文化古迹，曾为旧宜章八景之一，2011年1月被湖南省人民政府列入第九批省级文物保护单位。
宜章一中的校風是“重德育、勤學習、愛勞動、守紀律”，學風是“勤奮、求實、進取、創新”，教風是“熱愛教育事業、精心教書育人、處處為人師表、事事嚴肅認真”。
宜章一中主要面向所在地宜章县招收初中畢業生，作為湖南省屬重點中學，该校的錄取分數線高於同縣其他高級中學，其培養的學生中也不乏考入北京大學及清華大學等重點高校的學生。

## 引用

### 註解
1. ↑  原校风为“重政治，勤学习，爱劳动，守纪律”、学风为“勤奋、刻苦、踏实、顽强”[6]:1471

## 延伸阅读
- 湖南省宜章县一中81周年校庆筹备委员会; 谭小金. . OCLC 1012182921.